# Liste des sénateurs de l'Aude
Cet article dresse la liste des sénateurs élus dans l'Aude.

## Anciens sénateurs de l'Aude

### IIIeRépublique
- Jacques Guilhem (1937-1940)
- Clément Raynaud (1932-1940)
- Albert Sarraut (1926-1940)
- Jean Durand (1921-1936)
- Maurice Sarraut (1913-1932)
- Étienne Dujardin-Beaumetz (1912-1913)
- Auguste Barbaza (1904-1912)
- Eugène Mir (1894-1921)
- Jules Rivals (élu le 7 janvier 1894, invalidé le 26 janvier)
- Armand Gauthier (1894-1926)
- Théophile Marcou (1885-1893)
- Émile Lades-Gout (1885-1893)
- Charles Lambert de Sainte-Croix (1876-1885)
- Pierre-Louis Beraldi (1876-1885)

### IVeRépublique
- Émile Roux de 1948 à 1959
- Baptiste Roudel de 1946 à 1948
- Antoine Courrière de 1946 à 1959

### VeRépublique
- Sébastien Pla (PS) élu en septembre 2020
- Gisèle Jourda (PS), élue en septembre 2014
- Marcel Rainaud (PS) de 2006 (succède à Raymond Courrière) à 2014
- Pierre Bastié (PS) de 1981 à 1986
- Roland Courteau (PS) de 1980 à 2020
- Raymond Courrière (PS) de 1974 à 1981, puis de 1986 à 2006 (décède en cours de mandat)
- Marcel Souquet de septembre 1968 à 1980
- Jules Fil de juin 1967 à septembre 1968
- Antoine Courrière de 1959 à 1974
- Georges Guille de 1959 à avril 1967